# Timotheus Wilhelmus Ouwerkerk
Timotheus Wilhelmus Ouwerkerk (Leiden, 26 maart 1845 - Woubrugge, 27 september 1910) was een Nederlands kunstschilder die behoorde tot de Haagse School.

## Leven en werk
Ouwerkerk was werkzaam te Leiden tot 1893, daarna te Vught, en vertrok op 31 december 1901 naar Dongen. Hij was een leerling van Jan Willem van Borselen en schilderde en tekende meestal stadsgezichten en enkele landschapjes. Tevens was hij lithograaf. Hij gaf les aan Willem van der Nat en Helena Christina van de Pavord Smits.
Op 27 september 1910 overleed Ouwerkerk tijdens het schilderen door verdrinking in het Braasemermeer.
De werken Gezicht op de Vlietbrug te Leiden (circa 1865) en Gezicht in het St. Annahofje te Leiden (circa 1900) zijn onderdeel van de collectie van Museum De Lakenhal.
- Biografisch Portaal: 23376154
- RKD-Nederlands Instituut voor Kunstgeschiedenis: 89530
- Union List of Artist Names: 500299557
- Virtual International Authority File: 616150323720909971381